# エスプリーク・プレシャス
エスプリーク プレシャスはコーセーが製造、販売していたメイクアップ化粧品。

## 概要
- 元々はコーセーのベースメイクブランドであったエスプリークが発展解消して、同社の高級ブランドのひとつである「BEAUTÉ de KOSÉ」（ボーテ・ド・コーセー）からNEWプレステージブランドという位置づけで誕生。同ブランドとしては低価格の部類ではあるが、従来通り、高級品というブランドイメージを強調する戦略により、百貨店（店舗によっては取り扱っていない所もある）ルートでも取扱う為にノープリントプライス価格を採用した製品であり、同じ分野における他のコーセー製品と比べると高価格の部類にあたる。
- 発売当初は日本国内のみに限定されていたが、2007年8月に台湾や香港に投入された。現地でも同ブランドの一つとして展開されている。今後は、コーセーブランドの旧エスプリークが販売されている韓国・中国や「BEAUTÉ de KOSÉ」が展開されているタイ・シンガポール・マレーシアにも投入されると思われたが、2009年10月現在、台湾と香港以外の地域では投入されていない。但し、日本国内では、百貨店の他にスーパーマーケットやドラッグストアの化粧品コーナーでも取扱っているが、海外では日本同様に同社の高級ブランドとして位置付けているせいか、販売チャンネルが百貨店に限定されている為に販売方法の違いがある。
- 2010年2月に発売された春モデルから再びコーセーブランドに戻った。理由としては、「BEAUTÉ de KOSÉ」のメインである百貨店での長期にわたる売り上げの低迷やスーパー等の既存のコーセー製品と重複し、ブランド自体の低下を生んでしまった結果である。
- 2011年をもって廃止され、エスプリークブランドに戻された。

## イメージタレント
- 2009年

キャッチコピー ：「無敵のファンデ。」（春夏用）
イメージソング ：「Crazy Moon～キミ・ハ・ムテキ～」嵐
キャッチコピー：「わたしの、しらない、わたし。～ふわり　しっとり、マシュマロベール　それは魔法のように～」8月22日～
イメージキャラクター：倉木麻衣　
日本国内のみならず中国（香港も含む）／台湾／タイ／シンガポール／マレーシア／インドネシア／ベトナム／ミャンマー／フィリピンのアジア10カ国で広告展開される予定（現時点での台湾・香港以外の地域での販売は未定のままである）
- 2008年

キャッチコピー ： 「不滅のフェイス」（8月まで）、「演じる・ツヤ・モード。／感じる・肌・モード。」（9月～）、「極ラク、カサネ色。」（12月～）
イメージタレント ： ジェマ・ワード（8月まで）、カレン・エルソン（9月～）
イメージソング ： 「BURN -フメツノフェイス-」B'z（8月まで）
- 2007年

キャッチコピー ： 「おとな。but カワイイ。」（2006年12月～）、「すべての光を、クチビルに。」（12月～）
イメージタレント ： ジェマ・ワード
イメージソング ： 「無敵のキミ」福山雅治、「愛を歌おう」絢香（12月～）